# Њена правила (књига)
Њена правила (енгл. Her new rules), књига је ауторке Барбаре Тејлор Бредфорд (енгл. Barbara Taylor Bradford), објављена 1996. године.
Прво српско издање објављено је 2011. године у издању издавачке куће Вулкан Издаваштво - Алнари из Београда у преводу Маје Костадиновић.
Chattanooga Times наратив књиге описује као добру причу.

## О књизи
Мередит Стратон је пословна жена и власница шест гостионица широм света. Она наизглед има све што је човеку потребно за лагодан живот. Мередит је оболела од ретке болести, која наводно нема физички узрок.
Она креће на психотерапију. Одлучује се да истражи своје даље порекло и поново открива успомене из детињства. Њен пут самоспознаје показује се као пут оздрављења за Мередит.